# Marek Barański (historyk)
Marek Kazimierz Barański (ur. 19 kwietnia 1943 w Warszawie) – polski historyk mediewista, działacz opozycji demokratycznej w PRL.

## Życiorys
Absolwent Liceum Ogólnokształcącego im. Tadeusza Reytana w Warszawie (1960), członek 1 Warszawskiej Drużyny Harcerskiej im. Romualda Traugutta „Czarna Jedynka” i jej kręgu starszoharcerskiego – tzw. „Gromady Włóczęgów”, w 1976 podharcmistrz. W 1971 ukończył studia historyczne na Uniwersytecie Warszawskim, broniąc pracy Pochodzenie zasadźców na Śląsku, w Wielkopolsce i Małopolsce w XIII i XIV wieku, pod kierunkiem Benedykta Zientary.
W latach 1971–1978 pracował w Instytucie Historycznym UW. Był współpracownikiem Komitetu Obrony Robotników, a w 1978 podpisał deklarację Towarzystwa Kursów Naukowych. W styczniu 1978 obronił na UW pracę doktorską Wielka własność na Węgrzech w pierwszej połowie XII wieku napisaną pod kierunkiem Benedykta Zientary. Został usunięty z pracy za działalność polityczną w lutym 1978 i następnie pracował w Archiwum Głównym Akt Dawnych. W czerwcu 1979 został skarbnikiem i sekretarzem komisji stypendialnej przy Kasie Pomocy Naukowej TKN. W latach 1977–1981 pracował w wydawnictwach podziemnych „Głos” i „Krąg”. W 1981 przywrócony do pracy na Uniwersytecie. Od 13 grudnia 1981 do 7 lipca 1982 internowany. Następnie powrócił do pracy na Uniwersytecie Warszawskim. W 1993 habilitował się na podstawie pracy Dominium sądeckie: od książęcego okręgu grodowego do majątku klasztoru klarysek sądeckich. W 1996 mianowany profesorem UW. Od 2007 do 2013 był pracownikiem Wydziału Nauk Historycznych i Społecznych Uniwersytetu Kardynała Stefana Wyszyńskiego w Warszawie.

## Wyróżnienia
Postanowieniem z dnia 21 września 2006 r. za wybitne zasługi dla niepodległości Rzeczypospolitej Polskiej, za działalność na rzecz przemian demokratycznych w kraju został przez prezydenta Lecha Kaczyńskiego odznaczony Krzyżem Oficerskim Orderu Odrodzenia Polski. Laureat Nagrody imienia Stefanii Światłowskiej od VI Liceum Ogólnokształcącego im. Tadeusza Reytana w Warszawie.

## Publikacje
- Dominium sądeckie: od książęcego okręgu grodowego do majątku klasztoru klarysek sądeckich  (1992)
- Poczet królów i książąt polskich Jana Matejki (1996)
- Mieszko I i Bolesław Chrobry (1999)
- Dynastia Piastów w Polsce (2005)
- Historia Polski średniowiecznej (2012)
- Wspomnienia: 1943–1989 (2020)